# 冬の嵐 (映画)
『冬の嵐』（ふゆのあらし、原題：Dead of Winter）は、1987年制作のアメリカ合衆国のミステリ・サスペンス映画。
イギリスの女流ミステリ作家アンソニー・ギルバート（本名：Lucy Beatrice Malleson）の小説『The Woman in Red』（1984年のジーン・ワイルダー監督の同名の映画とは無関係）を映画化した1945年の映画『私の名前はジュリア・ロス　My Name Is Julia Ross』（主演：ニナ・フォック）をアーサー・ペン監督がリメイクした作品。メアリー・スティーンバージェンが一人三役を演じている。

## あらすじ
大晦日の夜、ある女が車の中で殺され、左手の薬指を切断される。
ニューヨークの売れない女優ケイティは、“代役募集”の広告に誘われてオーディションを受ける。審査員のマレーはケイティを一目見ただけで採用を即決、彼女は訝しむ夫ロブを残し、映画の内容も知らないまま、マレーに連れられ、プロデューサーの家に向かう。
ケイティはプロデューサーであるDr.ルイスの家に着いたことを夫に電話で伝えようとしたが、猛吹雪のため不通になっていた。その後、一向に撮影に行こうとしない2人の男に不審を抱き脱出しようとするが捕まり、睡眠薬を呑まされる。翌日、手に激痛を感じて目が覚めたケイティは、自分の左手の薬指が切断されていることに気付く。
実はケイティは、財産目当てに夫を殺した女イヴリンの妹ジュリーに生き写しであり、ジュリーは姉が夫を殺害した現場の目撃者だった。姉の殺人が原因でジュリーが精神を病んでいることを知った主治医のルイスは、治療のためとジュリーをそそのかしてイヴリンを恐喝し、大金をせしめるつもりだったが、イヴリンは人を雇ってジュリーを殺させ、殺した証拠としてジュリーの左手薬指を持ち帰らせていたのだ。そこでルイスは改めてイヴリンを恐喝するために、ケイティの左手薬指を切断してジュリー本人が生きているように見せかけようとしたのだ。
イヴリンがルイスに呼び出されて屋敷にやって来る。ケイティは逃げ出したふりをしてルイスとマレーを屋敷の外におびき出し、その隙に脱出しようとしたところでイヴリンと出くわす。ケイティを完全にジュリー本人だと信じ切っているイヴリンはケイティを殺そうとするが、返り討ちに遭う。そして、ケイティはイヴリンになりすまし、マレーをおびき出して殺すと、次にジュリーの死体を使ってルイスを罠にはめて殺す。
そこに夫ロブが警察とともに現れる。ケイティは夫とともにパトカーに乗って現場を後にする。

## キャスト
- ジュリー・ローズ/ケイティ・マクガヴァン/イヴリン（三役） - メアリー・スティーンバージェン
- マレー - ロディ・マクドウォール
- ジョセフ・ルイス - ヤン・ルーベス： 精神科医。
- ロブ・スウィーニー - ウィリアム・ラス： ケイティの夫。カメラマン。左足を骨折して自宅療養中。
- マラヴィー刑事 - ケン・ポーグ
- ハントリー刑事 - ウェイン・ロブソン